# Burger-Gericht

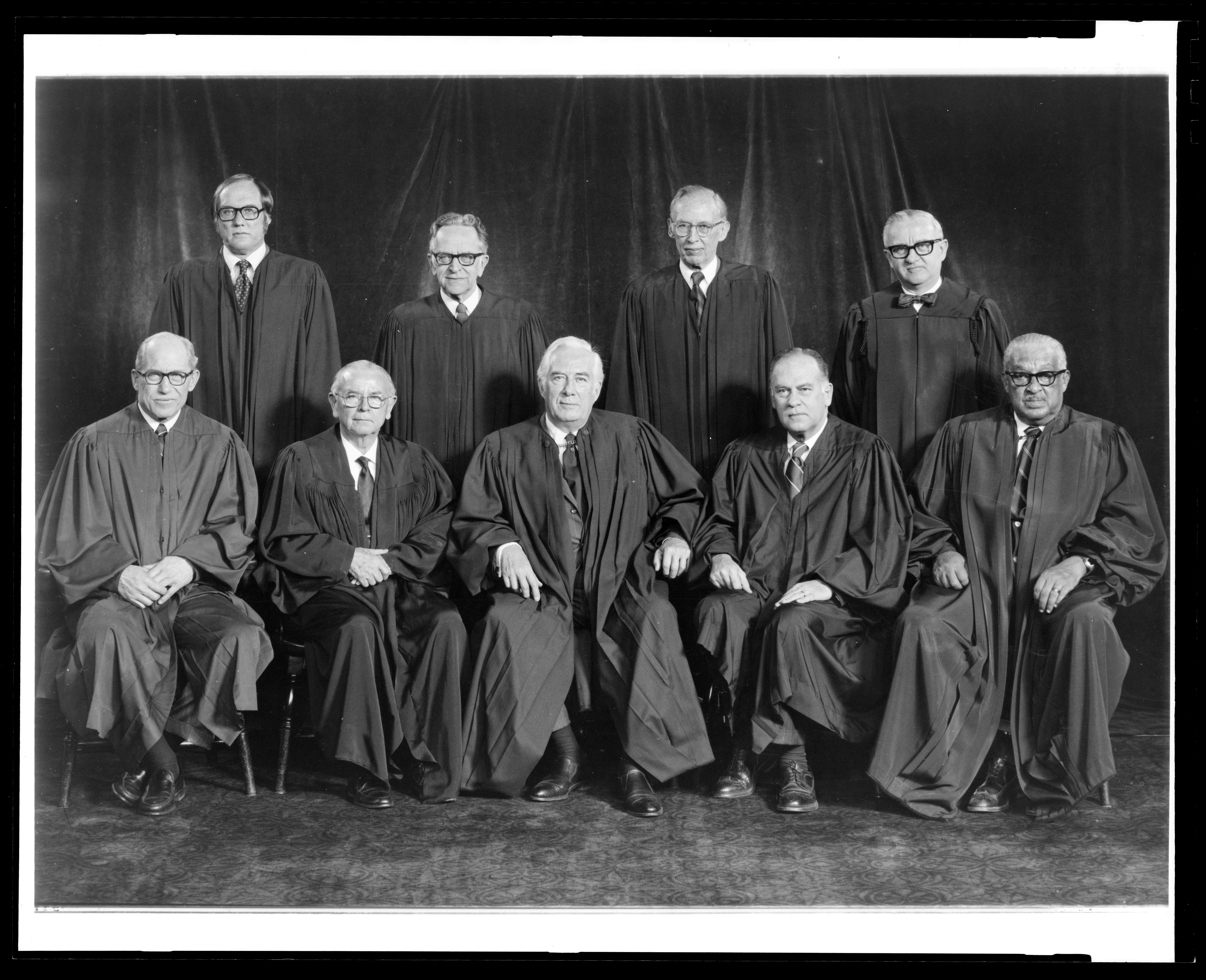
Das Burger-Gericht (1975–1981): Vordere Reihe (links nach rechts): Byron White, William J. Brennan, Oberster Richter Warren E. Burger, Potter Stewart, und Thurgood Marshall. Hintere Reihe (links nach rechts): William H. Rehnquist, Harry Blackmun, Lewis F. Powell, und John Paul Stevens.

Als das Burger-Gericht des Obersten Gerichtshofs der Vereinigten Staaten wird die Zeit von 1969 bis 1986 bezeichnet, in der Warren E. Burger als Oberster Richter  fungierte. Burger trat die Nachfolge von Earl Warren als Oberster Richter nach dessen Pensionierung an und war dann bis zu seiner Pensionierung in dieser Position tätig. William H. Rehnquist wurde als Burgers Ersatz nominiert und bestätigt. Das Burger-Gericht gilt gemeinhin als das bisher letzte liberale Gericht. Es wurde aufgrund seines Übergangs von den liberalen Urteilen des Warren-Gerichts zu den konservativen Urteilen des Rehnquist-Gerichts als „Übergangsgericht“ bezeichnet.
Als Symbol für die von Präsident Richard Nixon bei den Wahlen von 1968 versprochene konservative „Einsparung“ wurde Burger oft von dem liberalen William Brennan und dem konservativeren William Rehnquist überschattet. Das Burger-Gericht hatte eine weniger großzügige Auslegung des Schutzes, der durch den 4. & 5. Verfassungszusatz geboten wird, als die des Warren-Gerichts, hat aber keinen der wichtigen Präzedenzfälle des Warren-Gerichts außer Kraft gesetzt.

## Mitgliedschaft
1969 ernannte Präsident Richard Nixon Warren Burger zum Nachfolger des ausscheidenden Earl Warren. Warren hatte 1968 versucht, in den Ruhestand zu treten, aber Präsident Lyndon B. Johnsons Ernennung des beigeordneten Richters Abe Fortas zum Obersten Richter wurde von den Republikanern im Senat erfolgreich vereitelt. Fortas trat 1969 nach einem Ethikskandal vom Gericht zurück, und Burger wurde im nächsten Monat problemlos bestätigt.
Das Burger-Gericht begann somit am 23. Juni 1969 mit Burger und sieben Veteranen des Warren Court: Hugo Black, William O. Douglas, John Marshall Harlan II, William J. Brennan, Potter Stewart, Byron White und Thurgood Marshall. Nixon versuchte, den vakanten Sitz von Fortas zu besetzen, aber Nixons Nominierungen von Clement Haynsworth und G. Harrold Carswell wurden beide vom Senat abgelehnt. Fortas' Nachfolger, Harry Blackmun, wurde schließlich 1970 bestätigt; Die 391-tägige Vakanz war die längste seit den 1860er Jahren.
Black und Harlan starben beide 1971 und Nixon ersetzte sie durch Lewis F. Powell und William Rehnquist. Nixon erwog Mildred Lillie für die Nominierung, aber laut dem ehemaligen Anwalt des Weißen Hauses, John Dean, war Oberster Richter Burger zutiefst gegen die Idee einer Frau am Gericht. Burger drohte, wegen der Nominierung zurückzutreten, und Nixon entschied sich dafür, Lewis Powell anstelle von Lillie zu nominieren.
1975 trat Douglas vom Gericht zurück und Präsident Gerald Ford ernannte John Paul Stevens zu seinem Nachfolger. 1981 trat Stewart in den Ruhestand, und Präsident Ronald Reagan ernannte die erste weibliche Richterin, Sandra Day O’Connor, zu seiner Nachfolgerin. O’Connor war die erste Frau am Supreme Court.
Das Burger-Gericht endete am 26. September 1986, als Oberster Richter Burger in den Ruhestand ging. Sein Nachfolger als Oberster Richter wurde William Rehnquist, der von Präsident Reagan befördert wurde.

### Zeitstrahl
Legende: 

## Wichtige Entscheidungen
- Lemon v. Kurtzman (1971): In einer 8:1-Entscheidung, die vom Obersten Richter Burger verfasst wurde, hob das Gericht ein staatliches Gesetz auf, das es Schulaufsehern erlaubte, katholischen Schulen die Gehälter von Lehrern zu erstatten. Das Gericht stellte fest, dass dies gegen die Gründungsklausel verstoße, und das Gericht führte den „Lemon-Test“ ein, um festzustellen, ob ein Gesetz gemäß der Gründungsklausel verfassungsgemäß ist.
- New York Times v. United States (1971): In einer 6:3-Entscheidung per curiam erlaubte das Gericht der New York Times und der Washington Post, die Pentagon-Papiere zu veröffentlichen. Dabei stellte das Gericht den Begriff der Pressefreiheit über die von der Nixon-Regierung behauptete Notwendigkeit, die Papiere aus Gründen der nationalen Sicherheit geheim zu halten.
- Roe v. Wade (1973): In einer 7:2-Entscheidung von Richter Blackmun entschied das Gericht, dass sich das Recht auf Privatsphäre gemäß der Due Process Clause auf die Entscheidung einer Frau erstreckt, eine Abtreibung vornehmen zu lassen. Die Stellungnahme hob mehrere staatliche Abtreibungsbeschränkungen auf und löste eine anhaltende Debatte über Abtreibung aus. Roe wurde schließlich von Dobbs v. Jackson Women’s Health Organization (2022) aufgehoben.
- Miller v. Kalifornien (1973): In einer vom Obersten Richter Burger verfassten 5:4-Entscheidung legte das Gericht den Miller-Test fest, den das Gericht weiterhin als Definition für obszönes Material verwendet. Das Gericht entschied, dass sich der Schutz des ersten Verfassungszusatzes nur auf nicht obszönes Material erstreckt.
- United States v. Nixon (1974): In einer vom Obersten Richter Burger verfassten 8:0-Entscheidung wies das Gericht die Behauptung von Präsident Nixon zurück, dass das Exekutivprivileg die gesamte Kommunikation zwischen Nixon und seinen Beratern schütze. Das Urteil war wichtig für die Watergate-Affäre, und Nixon trat Wochen nach der Urteilsverkündung zurück.
- Gregg v. Georgia (1976): In einer von Richter Stewart verfassten 7:2-Entscheidung entschied das Gericht, dass die Todesstrafe nicht immer als grausame und ungewöhnliche Strafe zu qualifizieren sei, was durch den achten Verfassungszusatz ausgeschlossen ist. Das Gericht verlangte, dass die Todesstrafe nur unter extremen Umständen verhängt wird und dass jedes Todesstrafenurteil Gegenstand einer Berufungsprüfung ist.
- Regents of the University of California v. Bakke (1978): Keine einzige Meinung konnte in diesem Fall die Mehrheit der Stimmen des Gerichts gewinnen. Nichtsdestotrotz befürwortete Bakke die Verwendung positiver Diskriminierung bei der Zulassung zum College, während er die Verwendung von Rassenquoten untersagte.
- Bob Jones University v. United States (1983): In einer 8:1-Entscheidung vom Obersten Richter Burger erlaubte das Gericht dem Internal Revenue Service, die Non-Profit-Klassifizierung der Bob Jones University aufgrund der Rassendiskriminierungspolitik der Universität zu entfernen. Dabei entschied das Gericht, dass der IRS den Status der Gemeinnützigkeit aufgrund zwingender staatlicher Interessen verweigern könne.

## Positionen
Obwohl die Präsidenten Nixon, Ford und Reagan alle die Entscheidungen des Warren-Gerichts kritisierten und versuchten, konservative Richter zu ernennen, blieb das Erbe des Warren-Gerichts in den 1970er Jahren stark. Das Burger-Gericht bestätigte viele der Präzedenzfälle des Warren-Gerichts, sogar in Bezug auf ein ordnungsgemäßes Verfahren und das Strafrecht. Die letzte Ära des Warren-Gerichts wurde von liberalen Richtern dominiert, aber das Gericht rückte Anfang 1969 nach der Ernennung von Nixon nach rechts. Brennan und Marshall nahmen im Allgemeinen liberale Positionen ein, während Stevens (nachdem er 1975 den liberalen Douglas ablöste), Stewart und White oft zentristische Positionen einnahmen und Rehnquist, Burger und (in geringerem Maße) Powell den konservativen Block des Gerichts bildeten. Während seiner Zeit im Gericht rückte Blackmun, der vom Republikaner Nixon ernannt wurde, immer mehr nach links, was es den Liberalen ermöglichte, im Laufe der 1970er Jahre mehr Siege zu erringen. Die Konservativen am Gericht wurden jedoch 1981 gestärkt, als Stewart durch die konservativere O’Connor ersetzt wurde, die auch die erste weibliche Richterin war. Nichtsdestotrotz wurde Richter Brennan oft zugeschrieben, dass er mit seiner intellektuellen Führung die Stimmen der eher zentristischen Richter gewonnen hatte. Die große Zahl von Gemäßigten am Gericht und die daraus resultierenden Entscheidungen gaben dem Gericht den paradoxen Ruf, sowohl konservativ als auch liberal zu sein. Obwohl Burger oft von der intellektuellen Führung von Brennan und Rehnquist überschattet wurde, erwarb er sich den Ruf eines wichtigen Justizverwalters, der zur Schaffung von Institutionen wie dem National Center for State Courts beitrug. Burger stellte auch oft die Notwendigkeit eines Rechtsbehelfs in Fällen in Frage; Burger war der festen Überzeugung, dass Gerichte nicht alle Ungerechtigkeiten heilen könnten, und Burger zögerte nicht, Klagebefugnisse einzuschränken.

## Gruppenportraits

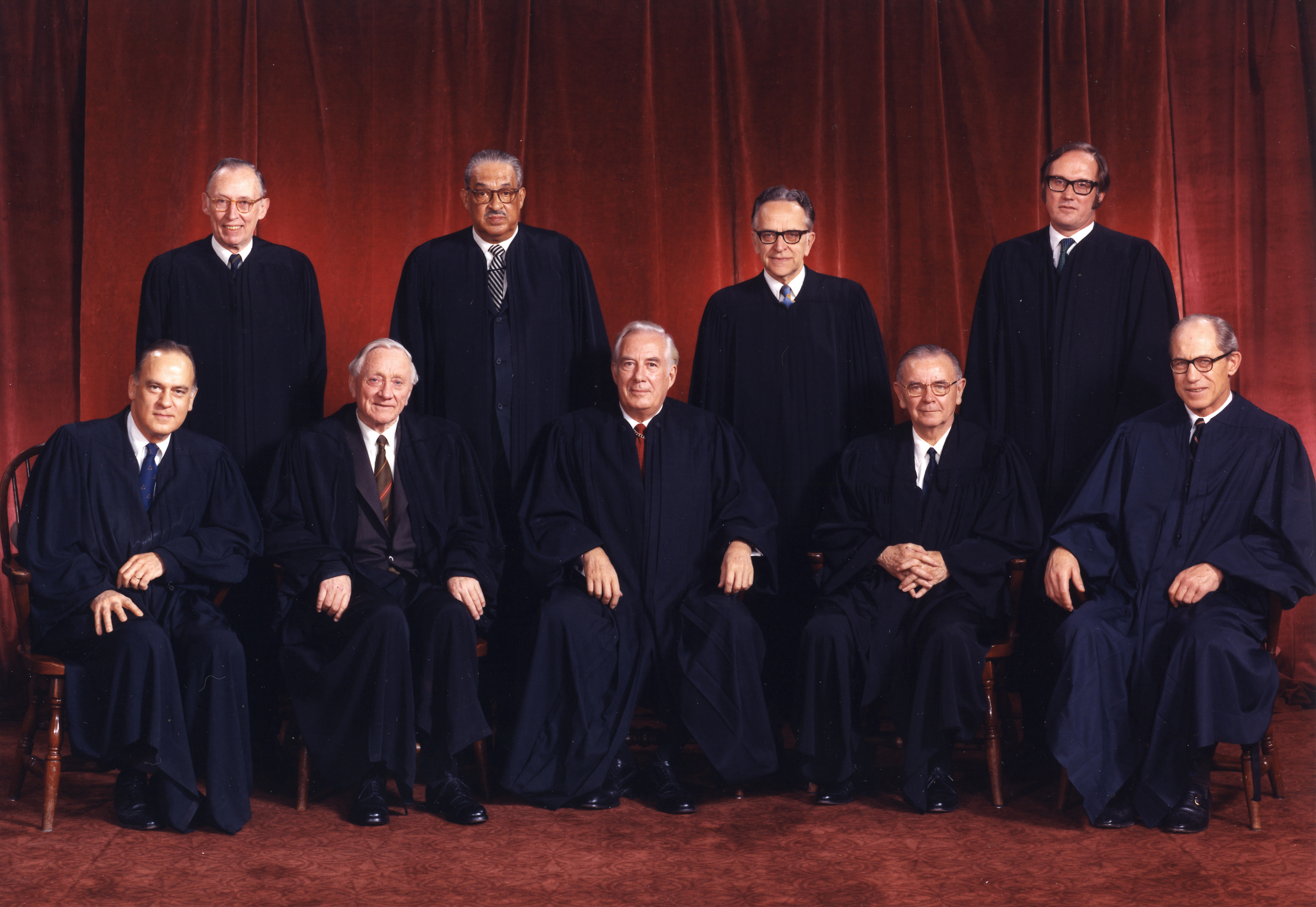
1973
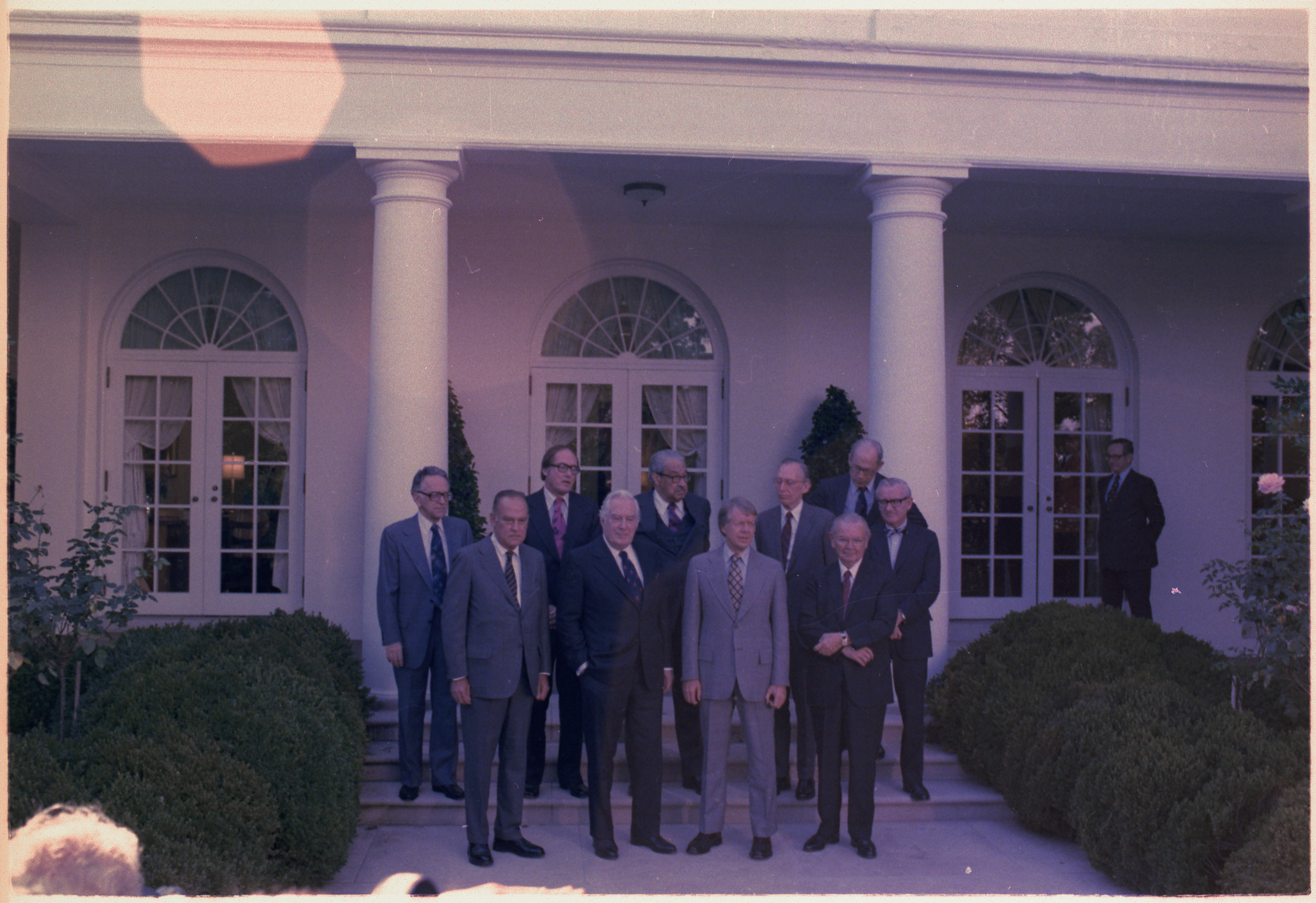
1977 mit Präsident Jimmy Carter